# Телхини
Телхини (грч. Τελχῖνες) су у грчкој митологији били племе првих становника острва Рода. Имали су врло различите улоге у митовима; поистовећивани су са хекатонхејрима, старијим киклопима, куретима, дактилима и коначно, са Посејдоновим синовима, демонима Просејима.

## Етимологија
Њихово име можда означава особе које лажирају болест како би избегле рад. Према Роберту Гревсу „Telchin“ је реч коју су грчки граматичари изводили из речи thelgein, што значи „зачарати“. Али пошто су жена, али и пас и риба (животиње са којима су Телхини упоређивани) на сличан начин били комбиновани на сликама које представљају тиренску Скилу, познату и на Криту, а и са фигурама глава на тиренским лађама, реч може да буде варијанта од Tyrrhen или Tyrsen. Слова л и р су Либијци можда помешали, а следећи сугласник је могао бити нешто између аспиранта и сибиланта.

## Митологија
О њиховом пореклу постоји више верзија различитих аутора. Као њихови родитељи су се помињали Понт и Геја, Тартар и Немеза или су капи крви ушкопљеног Урана оплодиле Геју. Диодор је писао да је њихова мајка Таласа, а Нон да им је отац Посејдон. Због тога што су им родитељи можда били морски богови, Еустатије их је описивао као морска бића без ногу (или са пловним кожицама на ногама) и са перајима уместо руку. Међутим, исти аутор и у истом тексту је писао да су они првобитно били Актеонови пси који су се преобразли у мушкарце (понекад су и описивани са псећим главама којих су, иначе, имали по девет). Ово је можда због имена појединих Телкина: Мил, Атабирије, Антеј, Мегалесије, Хормен, Лик, Никон, Симон, Хрисон, Аргирон, Халкон. Према неколико извора, телхина је било четири. Хесиод у теогонији је именовао два или три, Дамнаменеја и Скелмида, а њих је поменуо и Нон у свом делу „Дионисијака“, као и Лика. Помињу се још и Дамон или Дамонак, Актеј, Ормен и Ликт. Као њихово потомство, Калимах је поменуо Декситеју и њене сестре.
Нема много извора о Телхинима и врло су оскудни. У њима се они појављују у три различита описа. У једном од њих се појављују као земљорадници и изасланици богова, који су са Крита прешли на Кипар и одатле на Родос, или су са Родоса отишли на Крит (који су први населили) и у Беотију. Три града на Родосу су била њихово седиште; Камир, Јалис и Линд, па је само острво названо по њима Телхинида. Према Еустатију, и Сикион се тако звао. Они су касније напустили Родос, јер су предвидели да ће острво бити поплављено. Лик је отишао у Ликију где је саградио храм Аполону Ликеју. Овај бог је поштован у Линду и називан је Аполон Телхиније. Хера је такође називана Телхина и била је поштована у Јалису и Камиру. Такође су и нимфе називане по њима, Телхине. Реа им је била поверила Посејдона и они су га, заједно са Океанидом Кафиром, одгајили, о чему су писали Страбон, Диодор и Паусанија. Посејдон је касније заволео њихову сестру Халију. Међутим, неки аутори су Зевса, Реу и Аполона представили као непријатеље Телхина. Сервије је писао да је Аполон узео обличје вука и побио Телхине, или је то учинио стрелама, док је Овидије у „Метаморфозама“ писао да их је Зевс уништио поплавом. Наиме, Зевс је био љут због њихове злоупотребе магије, па их је или бацио на дно мора или у дубине Тартара. Поједини аутори су их описали као чаробњаке и завидне демоне. Њихове очи су биле урокљиве, а и сами су били деструктивни. Могли су да призову кишу, снег, град и олују, а према Диодору, могли су да поприме облик који год су желели. Страбон је писао да су мешали воде Стиге са сумпором како би уништавали биљке и животиње. Почели су да се мешају у послове ветрова, стварали вештачку маглу, а усеве упропаштавали отровним водама Стиге. Артемида их је упозорила да је Зевс љут и да су у опасности, па су се разбежали преко мора. У Беотији су саградили храм Атени у Теумеси, али их је Зевс свеједно, потопио. Аполон као вук је уништио ликијске Телхине, иако су и ту покушали да га умилостиве храмом који су њему подигли. Нестали су и они из Орхомена и једино су преживели само неки који су настанили Сикион. Постоје и наводи да су се неки од њих придружили Дионису у његовом походу на Индију, попут Дамнаменеја и Скелмида. Међутим, неки аутори су сматрали да су овакве приче потекле од ривала радника, па су их видели као уметнике, иноваторе корисних вештина и институција, који су правили слике богова или израђивали њихове статуе. Радили су са материјалима попут месинга и гвожђа, те направили Кронов срп и Посејдонов трозубац. Можда су због овог повезивани са дактилима, а Страбон је писао да су девет телхина, који су се придружили Реи када је на Крит донела малог Зевса, заправо курети.

## Тумачење
Према Роберту Гревсу, телхина је ипак било девет јер су првобитно представљали три тројства троструке личности Месечеве богиње Данаје, на шта указује и податак да су основали градове који су носили имена трију Данаида: Камире, Јалисе и Линде. Вероватно да су обожаваоци Телхина извесно време имали своје главно верско средиште недалеко од Горе Нонакриде („девет врхова“), пошто су Телхини употребљавали чаробно својство воде из реке Стиге. Изгледа да су их обожавали древни матријархални народи старе Грчке, Крита, Лидије и Егејских острва и да су их освајачи, патријархални Хелени прогањали и натерали их у бекство на запад. Вероватно је и да су водили порекло из источне Африке.